# Эмбриональная диапауза

Бластоциста в состоянии диапаузы.

Эмбриональная диапауза (др.-греч. ἔμβρυον — зародыш и διάπαυσις — перерыв) — феномен глубокой задержки развития эмбриона, происходящей при нормальном ходе его развития. От вида к виду стадия онтогенеза, на которой происходит задержка, сильно различается. Внешние условия влияют на эмбриональную диапаузу опосредованно; она не вызывается непосредственно неблагоприятными внешними воздействиями.. У плацентарных этот процесс чаще называют задержанной имплантацией.
Обнаружена у видов, принадлежащих к несвязанным таксономическим группам — от насекомых и до млекопитающих: у коловраток, низших ракообразных, саранчовых, тутового шелкопряда, у птиц и рыб, у около сотни видов млекопитающих, относящихся к разным отрядам, например, у грызунов и хищных. У растений есть схожий механизм, который называется периодом покоя семян.
Может происходить на разных стадиях развития эмбриона. Так, для насекомых различают ранне-, средне- и позднеэмбриональную диапаузу. У подавляющего большинства млекопитающих диапауза происходит только на одном этапе развития — на стадии бластоцисты перед имплантацией в стенку матки.
Определяющим свойством эмбриональной диапаузы у растений и животных является кардинальное уменьшение числа или прекращение митозов (разновидности клеточного деления) в эмбрионе, которое может происходить на фазе G0/G1 или G2 клеточного цикла. Возобновление деления означает прекращение диапаузы.

## Эволюционное значение
Особенности протекания эмбриональной диапаузы существенно различаются от вида к виду, что даёт основания утверждать, что её распространённость вызвана не только филогенетическими связями, но и независимым возникновением у разных видов в ходе эволюции, по причине того, что в некоторых экологических ситуациях она даёт серьёзные селективное преимущество. Природа этого преимущества для большинства таксонов не выявлена, и ещё меньше известно об эволюционных связях механизма диапаузы среди современных видов.
Как эволюционный механизм эмбриональная диапауза позволяет разнести по времени процессы оплодотворения и активного развития эмбриона. Это даёт возможность производить оба процесса в наиболее благоприятные для данного вида моменты, что повышает выживаемость потомства, вплоть до того, что у некоторых видов зародыши в состоянии эмбриональной диапаузы выживают в условиях, в которых взрослые особи существовать не способны — например, у рыб и рачков в полностью высыхающих водоёмах или пройдя через желудочно-кишечный тракт хищника:270.

## История изучения
По всей видимости, первое упоминание задержанной имплантации (эмбриональной диапаузы у млекопитающих) сделано в середине первой декады 17-го века в полевых заметках Уильяма Гарвея, написанных при сопровождении короля Англии Карла I в его поездке, связанной с охотой на косуль. Считается, что первое научное описание задержанной имплантации дал Бишофф (Bischoff) в 1854 году, изучая европейских косуль. Иногда приоритет признаётся за Циглером (Ziegler), 1843 год.
Эмбриональная диапауза у насекомых изучалась вместе с другими видами диапаузы (личиночной и имажинальной).
Термин «диапауза» был введён Уилером в 1893 году для описания некоторых состояний при развитии эмбриона длинноусых прямокрылых (Xiphidium ensiferum). В его работе под диапаузой понималась стадия покоя между разнонаправленными движениями эмбриона в желтке. Новое значение термину дал Геннеги (Henneguy) в статье 1904 года; в ней под диапаузой понималось состояние остановки развития как эмбриона, так и взрослого насекомого. Выделение двух типов диапаузы — факультативной и облигатной — было предложено Стейнбергом (Steinberg) и Каменски (Kamensky) в 1936 году.
Для эмбриональной паузы у членистоногих часто используется термин «яйцевая диапауза» (англ. egg diapause, ovarian diapause). Предположения о том, что эмбриональная диапауза может быть связана с гормонами, встречаются в работах Копеца (Kopec) 1917-го и 1922-го годов. В 1924 японский исследователь Ватанабе (Watanabe) пришёл к выводу, что диапауза у яиц шелкопряда связана с получением «ингибирующего» вещества от материнского мотылька. Изучение связанных с эмбриональной диапаузой гормональных процессов тутового шелкопряда (Bombyx mori) связано с именами следующих исследователей: Фукуда (Fukuda), Кинсаку Хасэгава (Kinsaku Hasegawa), Лис (Lees) и де Вилд (de Wilde). Фукуда и Хасэгава независимо друг от друга 1951 году сообщили выводы о нейрогормональном механизме управления диапаузой. В начале 1990-х структура «гормона диапаузы» была выявлена. Однако, по всей видимости, этот механизм диапаузы не является универсальным для насекомых.
Термин «эмбриональная диапауза» (англ. embryonic diapause) был предложен австралийским зоологом Сесилем Хью Тиндэйл-Биско (Cecil Hugh Tyndale-Biscoe) в 1963 году в работе «Роль жёлтого тела в задержанной имплантации у сумчатых». Его предложение основывалось на том, что у сумчатых возобновившая развитие бластоциста, в отличие от плацентарных млекопитающих, имплантируется в стенку матки не сразу, в связи с чем ранее использованный термин «задержанная имплантация» (англ. delayed implantation) неточно описывал процесс.. Позже термин был распространён на всех млекопитающих и другие организмы.
Дискуссия о разнообразии проявлений задержанной имплантации у близкородственных видов в 1980-х связывается с именами Микаэля Санделла (Mikael Sandell) и Кэролин Кинг (Carolyn M. King). В их работах рассматривался вопрос, почему у горностая (Mustela erminea) эмбриональная диапауза наблюдается, а у малой ласки (Mustela nivalis) — нет. Тщательный обобщающий анализ был сделан в начале 2000-х годов Майклом Томом (Michael Thom) и другими учёными на основе построения филогенетического дерева куньих:112.

## Покой семян у растений
Эмбриональная диапауза у растений называется покоем семян. Под ним понимается состояние жизнеспособных семян, при котором они не прорастают. Если причиной покоя являются отсутствие условий для прорастания, такое состояние называется вынужденным покоем. Покой, связанный с особыми свойствами зародышей, называется органическим и проявляется в отсутствии прорастания или снижения всхожести при благоприятных для прорастания внешних условиях.
Существует три основных типа органического покоя семян:
- Морфологический — семена выпадают незрелыми, и перед прорастанием требуется некоторый период роста или дифференцировки.
- Физический — семена имеют водонепроницаемую оболочку, и для прорастания требуется нарушение её целостности.
- Физиологический — покой сохраняется до того момента, как в зародыше произойдут химические изменения.

Типы покоя могут совмещаться в одном семени. Широко распространён морфофизиологический покой — то есть одновременно относящийся и к морфологическому, и к физиологическому типу. Сочетание физического и физиологического покоя встречается редко, а сочетание морфологического типа с физическим невозможно.
Функциями покоя семян являются предотвращение всхода семян в условиях, которые благоприятны для всхода, но неблагоприятны для последующего роста и выживания растения, а также увеличение разнообразия вариантов развития — распространение семян в более широких ареалах и разновременный всход семян.
У некоторых растений семена в состоянии покоя могут находиться очень продолжительное время, вплоть до тысяч лет. Так, в 1951 году на северо-востоке Китая были обнаружены семена лотоса примерно тысячелетнего возраста, которые оказались жизнеспособны.

## Эмбриональная диапауза у членистоногих
Среди беспозвоночных эмбриональная диапауза обнаружена у различных видов насекомых, ракообразных, и паукообразных (клещей).
Диапауза (как эмбриональная, так и имажинальная) широко распространена среди членистоногих и изучена у веслоногих (дафний и артемий); клещиков паутинных, и различных насекомых. Несмотря на то, что диапауза у членистоногих широко изучается в течение более полувека, на 2010 механизмы её регуляции до конца не поняты.

### Эмбриональная диапауза у насекомых
У насекомых эмбриональная диапауза может происходить на различных стадиях развития эмбриона. Часто она называется «яйцевой диапаузой» (англ. egg diapause, ovarian diapause).
- Раннеэмбриональная (на ранних стадиях развития эмбриона).
- Среднеэмбриональная (на поздних стадиях развития эмбриона, после формирования нейроэндокринной системы).
- Позднеэмбриональная (полностью развившаяся личинка, до выхода из яйцевой оболочки).[14]

Однако у большинства видов диапауза происходит только на одной из указанных стадий.
В регионах с большими перепадами температуры диапауза позволяет пережить морозные зимы, либо периоды засухи за счёт большей устойчивости находящегося в состоянии диапаузы эмбриона к неблагоприятным условиям по сравнению со взрослыми особями.
Механизм диапаузы позволяет синхронизировать вылупление взрослых особей, увеличивая шансы на спаривание. Такая синхронизация важна, например, для долгоживущих видов наподобие дозорщиков, у которых личиночная стадия продолжается два лета, при этом скорость развития отдельных особей существенно различается.
Во многих случаях течение диапаузы определяется фотопериодом, испытанным материнским организмом. У некоторых видов, к примеру, у тутового шелкопряда (Bombyx mori) или волнянки античной (Orgyia antiqua) эмбриональная диапауза задаётся эмбриону «гормоном диапаузы», который вырабатывается в подглоточном ганглии матери и передаётся яйцу.
Наиболее подробно механизм эмбриональной диапаузы у насекомых был изучен у тутового шелкопряда (Bombyx mori). Вероятно, именно на этом организме лучше всего изучены механизмы подавления диапаузы. У ряда видов тутового шелкопряда наблюдается облигатная диапауза, такие виды являются моновольтинными. У других наблюдается факультативная диапауза, и они могут давать несколько поколений в течение одного года. Будет ли эмбрион такого вида проходить через стадию диапаузы, зависит от фотопериода, в течение которого развивался эмбрион его матери. Если эмбриональное развитие матери проходило в период высоких температур и большой продолжительности дня, то откладываемые ею яйца будут проходить через диапаузу на ранних стадиях развития. Если мать развивалась в период низких температур и коротких дней, её яйца будут развиваться без диапаузы. Таким образом, родившиеся весной, когда дни коротки, дадут потомство, выросшее летом и без диапаузы. Оно, в свою очередь, отложит яйца, которые пройдут через диапаузу и таким образом переживут зиму, чтобы развиться весной. В результате, такие виды оказываются бивольтинными, дающими два поколения в год.
Эндокринная связь между фотопериодом при развитии матери и диапаузой её яиц была выявлена Фукудой и Хасегавой в 1951 году. Гистологическими методами они показали, что если развитие зародышей и ранних личинок тутового шелкопряда при сравнительно высокой температуре (25 °C) и длинном световом дне, то в подглоточном ганглии развившихся из них куколок может быть выделен особый гормон диапаузы (обозначаемый DH). Он приводит к увеличению содержания в их яйцах гликогена и пигмента; такие яйца в своём развитии проходят через стадию диапаузы. Введение этого гормона женским куколкам приводит к тому, что они откладывают как диапазирующие, так и недиапазирующие яйца вне зависимости от того, какие яйца должны были быть отложены по условиям собственного развития.
В 1991 году гормон диапаузы тутового шелкопряда был выделен и синтезирован Имаи. Гормон имеет молекулярную массу 2645 а. е. м., состоит из 24 аминокислот (TDMKDESDRGAHSERGALWFGPRL-амид), с амидированием на карбоксильном конце.
Однако маловероятно, что регуляция эмбрионального развития посредством гормона диапаузы является универсальным механизмом среди насекомых. Этот пептид был найден только у некоторых представителей чешуекрылых (Lepidoptera).

### Эмбриональная диапауза у ракообразных

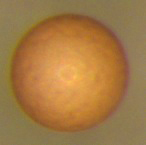
Циста (размер ок. 200—250 мкм.

Одним из предметов изучения является рачок Artemia franciscana. Его диапазирующий эмбрион, также называемый цистой, способен выживать в экстремальных условиях. При комнатной температуре его диапазирующие эмбрионы могут обходиться без кислорода годами:306.
На наступление и окончание эмбриональной диапаузы у ракообразных оказывают влияние различные факторы. Однако основным из них является фотопериод — сезонные изменения продолжительности светового дня (например, для ветвистоусых раков (Cladocera), для Diaptomus sanguineus). Существуют и другие факторы, но обычно они действуют совместно с фотопериодом.:272-273 На выход из эмбриональной диапаузы влияют также различные факторы — изменения температуры, фотопериода и концентрации кислорода. Эти факторы действуют как на продолжительность летней, так и зимней диапаузы, но имеют различную степень важности. Так, фотопериод более важен для окончания летней диапаузы, а изменение температуры — зимней.:278
Эмбриональная диапауза способствует распространению многих ракообразных с балластными водами при судоходстве. И, возможно, именно эта физиологическая особенность позволила некоторым исходно морским видам раков заселить континентальные водоемы:58.
У тех десятиногих ракообразных, у которых наблюдалась эмбриональная диапауза, она происходила в фазе гаструлы:43.
У лат. Corystes cassivelaunus и 
Hyas coarcticus, имеющих одни из самых длительных периоды инкубации среди крабов - в 10 месяцев - эмбриональная диапауза обнаружена, и предполагается, что она возникла для увеличения выживаемости личинок, обеспечивая их развитие в периоды, когда пища максимально доступна:759.

## Эмбриональная диапауза у позвоночных
По всей видимости, у ряда различных представителей позвоночных эмбриональная диапауза возникла независимо в ходе эволюции в результате того, что виды, развитие зародышей которых могло приостанавливаться в зависимости от внешних условий, получили селективное преимущество:
- во-первых, диапауза позволяет задержать развитие эмбриона до того момента, пока внешние условия не станут более благоприятными для его выживания;
- во-вторых, диапауза позволяет увеличить промежуток времени между оплодотворением и рождением без изменения скорости процессов активного развития эмбриона.

Наблюдается среди карпозубых, черепах, сумчатых и высших зверей.
Яркие примеры диапаузы обнаружены у ряда карпозубых Африки и Южной Америки: представители родов Austrofundulus, Aphyosemion, Cynolebias, Nothobranchius живут в водоёмах, которые существуют только в сезон дождей и полностью высыхают в остальное время. Взрослые особи мечут икру в сезон дождей, и эмбрионы погружаются в ил на глубине водоёма. С его высыханием все взрослые особи умирают, но клетки эмбрионов перед полным обезвоживанием частично отделяются друг от друга, рассеиваются и впадают в длительную диапаузу. Эта подготовка позволяет эмбрионам избежать полного иссушения посредством механизма, который пока ещё не изучен. Когда водоём в сезон дождей наполняется водой, смачивание эмбрионов водой восстанавливает их целостность, и их развитие возобновляется:250.
Другая форма диапаузы наблюдается у некоторых видов морских черепах, у которых спаривание и оплодотворени может происходить за 3000 км до мест гнездовья. Развитие зародыша останавливается на стадии нейрулы на период миграции. В этой ситуации самка несёт в себе зародыш, не тратя энергию на поддержку его развития. Как только самка откладывает такие зародыши в виде «яиц», они продолжают свою программу развития в гнезде. Для части черепах характерно два периода эмбриональной диапаузы. Первый, происходящий до откладывания яиц, также называют "первичной диапаузой" или "расширением предяйцекладной задержки" (англ. extension of preovipositional arrest); он широко распространён среди черепах. Второй, наблюдаемый после откладывания яиц, называется собственно эмибриональной диапаузой.
У многих видов диапауза выражается только в уменьшении митотической активности на ранних стадиях развития эмбриона, а на последующие процессы развития влияния почти не оказывается. У подавляющего большинства млекопитающих скорость развития эмбриона не зависит от температуры, у остальных позвоночных и некоторых рукокрылых — зависит.

### Эмбриональная диапауза у млекопитающих
У подавляющего большинства млекопитающих задержка развития эмбриона происходит только перед имплантацией в стенку матки. Для плацентарных эта задержка традиционно часто называется «задержанной имплантацией», для сумчатых используется название «эмбриональная диапауза», так как возобновившая своё развитие бластоциста у них имплантируется в матку не сразу, в отличие от плацентарных.
Также у многих видов рукокрылых наблюдается задержка в развитии эмбриона после имплантации. Она называется «задержанное развитие» (англ. delayed development), обнаружена и среди представителей летучих мышей, и среди представителей крыланов. У коротконосых крыланов (Cynopterus sphinx) этот процесс регулируется мелатонином.
Различают обязательную (облигатную, сезонную) и факультативную (необязательную, лактационную) эмбриональную диапаузу. В первом случае диапауза происходит в ходе каждой беременности (в частности, в определённое время года), а во втором случае — в условиях метаболического стресса (преимущественно при лактации).
Из сумчатых, эмбриональная диапауза наблюдается у всех кенгуру, валлаби, и кенгуровых крыс, за исключением западного серого кенгуру (Macropus fuliginosus), кенгуру Лумхольтца (Dendrolagus lumholtzi) и кенгуровой мускусной крысы (Hypsiprymnodon moschatus), а также встречается у некоторых видов карликовых кускусов, карликовых летучих кускусов, и поссумов-медоедов. Даже у хищных сумчатых, у которых диапауза как таковая не наблюдается, в процессе развития бластоцисты происходит существенное изменение. Механизм регуляции диапаузы подробно изучен только для таммаров (Macropus eugenii).
Некоторым видам присущи оба механизма диапаузы — и обязательная, и факультативная, и они проявляются в зависимости от времени года. К таким видам относятся, например, таммары; механизм регуляции разных видов диапаузы различен: двустороннее удаление шейного ганглия у самок таммара устраняет сезонную эмбриональную диапаузу, но не оказывает влияния на лактационную.

## Задержанная имплантация у млекопитающих
Задержанная имплантация — задержка развития эмбриона ряда плацентарных на стадии бластоцисты перед имплантацией в стенку матки. Корректность термина «задержанная имплантация» была поставлена под сомнение, но он продолжает использоваться наряду с предложенным для его замены термином «эмбриональная диапауза».
Задержанная имплантация происходит не из-за случайного неприкрепления зародыша к слизистой оболочке матки, а из-за ингибирующего влияния матки на развитие бластоцист. Развивающееся яйцо, пройдя в яйцеводах период дробления и достигнув стадии бластоцисты, попадает в полость матки. Здесь оно некоторое время находится во взвешенном положении в жидкости просвета матки, без контакта с эпителием матки. У разных млекопитающих такая ситуация может длиться от нескольких часов (у хомяков) и 2—3 дней (у человека) до нескольких месяцев (у соболя, броненосца и других) — последний упомянутый случай сопровождается эмбриональной диапаузой. Для начала процесса имплантации в матке должны произойти как общие изменения, определяющиеся гормональным фоном, так и локальные, связанные со взаимодействием с бластоцистой. В районе контакта с эмбрионом (или небольшого расстояния до него) клетки соединительно-тканной стромы матки преобразуются в децидуальные клетки. Вероятно, наряду с другими факторами, решающую роль в данном процессе играют иммунологические факторы.
Морфология остановившегося в развитии эмбриона различна у разных видов из числа тех, у которых происходит задержанная имплантация. У многих из них эмбрион перед диапаузой проходит процесс хетчинга, при этом количество клеток в нём может составлять от 30—40 у косуль и 130 у мышей до 700 у девятипоясных броненосцев.
Задержанная имплантация была обнаружена у около сотни видов млекопитающих, относящихся к 7 отрядам, в 17 из 139 семейств: у парнокопытных (Artiodactyla), сумчатых (Marsupalia), насекомоядных (Insectivora), рукокрылых (Chiroptera), неполнозубых (Edentata), хищных (Carnivora) и грызунов (Rodentia). (В ряде источников со ссылкой на Айткена указывается цифра 8 отрядов; это связано с тем, что ранее ластоногие (pinnipeds) относились к отдельному отряду.) Облигатная диапауза выявлена по меньшей мере у 53 видов в 7 отрядах, 10 семействах; при этом почти половина из этих видов относится к одному семейству — куньих. Задержанная имплантация наблюдается у 34 % куньих, в то время как в целом по млекопитающим она выявлена только для менее чем 0,05 %, что делает куньих предметом особого интереса исследователей.
Распространение задержанной имплантации среди млекопитающих носит нерегулярный характер. Значительное число подсемейств и даже родов включают как виды, у которых она наблюдается, так и виды, у которых её нет. Яркими примерами таких пар родственных видов, часто имеющих сходную среду обитания, но различающихся наличием и отсутствием задержанной имплантации, являются: канадская выдра (Lontra canadensis) и выдра обыкновенная (Lutra lutra); горностай (Mustela erminea) и ласка (Mustela nivalis); западный (Spilogale gracilis) и восточный (Spilogale putorius) пятнистые скунсы (в каждой паре сначала идёт вид, у которого эмбриональная диапауза есть).
Существует подтверждённая исследованиями гипотеза, что задержанная имплантация преимущественно встречается в климате с выраженными сезонами, а также у долгоживущих организмов. Задержанная имплантация позволяет разнести процессы спаривания и вынашивания, фактически увеличивая период беременности. Это даёт возможность производить оба процесса в наиболее благоприятные для данного вида моменты, что повышает выживаемость потомства.

### Гипотезы о возможности задержанной имплантации у человека
Несмотря на отсутствие прямых свидетельств того, что человеческий эмбрион может входить в состояние диапаузы, нельзя исключать возможность этого при определённых обстоятельствах.
Если удастся разработать метод искусственно вызывать диапаузу, это может увеличить:
- выживаемость эмбрионов после различных процедур;
- вероятность имплантации экстракорпорально оплодотворённого (ЭКО) эмбриона.

В нескольких исследованиях обнаружены задержки выработки хорионического гонадотропина при маточных и внематочных беременностях, хотя эти задержки скорее могут быть объяснены задержками в развитии, а не диапаузой.
В исследовании 1996 года описан случай задержки имплантации на 5 недель после ЭКО. Процесс проходил в условиях клиники с регулярным измерением уровня хорионического гонадотропина и проведением УЗИ. Эта пациентка ранее родила четырёх детей, причём основываясь на дате последней менструации, третий ребёнок родился на пять недель, а четвёртый — на две недели позже обычного срока человеческой беременности.
Исследования в этом направлении затруднены этическими соображениями. Исследования на макаках показали, что введение диклофенака (ингибитор синтеза простагландина) вместе с мисопростолом (аналог простагландина Е1) приводят к задержке имплантации до 6 суток, однако не было показано, что задержка вызвана именно диапаузой.

### Механизм задержанной имплантации
В каждом семействе млекопитающих характеристики диапаузы различны, и регулирующие её факторы могут быть различными: диапауза может носить лактационный или сезонный характер, основываться на выработке эстрогена или прогестерона, зависеть от фотопериода или изменения состава пищи. Одним из основных гормонов, определяющих эндокринную картину у многих видов, является пролактин; однако он может как стимулировать, так и ингибировать жёлтое тело.
Так, секретирование пролактина гипофизом предотвращает имплантацию у таммаров, но форсирует возобновление развития и имплантацию у норок и пятнистых скунсов. Удаление яичников (овариэктомия) — предотвращает диапаузу у куньих, но форсирует у армадиллов. Функция жёлтого тела остаётся постоянной у косуль и армадилло, но оно не завершает дифференциацию и выделяет низкий уровень прогестерона у хищных. Прогестерон вызывает имплантацию у таммаров, но у грызунов для этого требуется эстроген. У хищных же, по всей видимости, ни прогестерон, ни эстроген не может стимулировать имплантацию.
В регулировании сезонной диапаузы участвует мелатонин. Наиболее изучено его влияние для западных пятнистых скунсов, таммаров и норок, у которых удаление или денервация шишковидной железы приводит к отсутствию сезонной эмбриональной диапаузы, а введение мелатонина влияет на длительность диапаузы. Однако, по всей видимости, мелатонин не оказывает прямого воздействия на эмбрион, а вызывает изменение нейроэндокринной регуляции матери.
В период задержанной имплантации матка находится в состоянии покоя. Молекулярные механизмы, регулирующие процесс задержанной имплантации, изучены слабо.
На мышах и крысах проводили овариэктомию перед моментом выброса значительных количеств эстрогена, что приводило к развитию диапаузы бластоцисты в просвете матки. У грызунов состояние задержанной имплантации можно поддерживать продолжительное время при помощи прогестерона. При этом единичная инъекция эстрогена приводит к стремительной активации бластоцисты. Несмотря на то, что механизм регуляции этого процесса эстрогеном изучены мало, выявлены некоторые молекулярные маркеры.
Несмотря на наличие морфологических различий между бластоцистой в нормальном состоянии и в состоянии диапаузы, некоторые из молекулярных маркеров обратимо регулируют её стадии развития. Так, 4-гидроксиэстрадиол (4-OH-E2), простагландин E2 (ПГЕ2)  и цАМФ могут активировать покоящуюся бластоцисту in vitro и активировать, либо подавлять проявление маркеров, как указанно на иллюстрации. Если нормальная бластоциста переходит в состояние диапаузы перед прикреплением в матке, аналогичный процесс происходит в обратном направлении.

## Список видов с выявленной эмбриональной диапаузой
| Вид                       | Длительность диапаузы | Источник |
| ------------------------- | --------------------- | -------- |
| Ракообразные              |                       |          |
| Десятиногие ракообразные  |                       |          |
| Большой сухопутный краб   | 8 недель              | :751     |
| Corystes cassivelaunus    | 14 недель             | :751     |
| Hyas coarcticus           | 16 недель             | :751     |
| Lopholithodes foraminatus | 12 месяцев            | :13      |
| Maia squinado             | 6 недель              | :751     |

## Комментарии
1. ↑  В работе Bischoff, T. L. W. Entwicklungsgeschichte des Rehes. (неопр.). — Rickersche Buchhandlung Gießen, 1854.
2. ↑  Основываясь на следующей его работе: Ziegler, L. Beobachtungen über die Brunst und den Embryo der Rehe.. — Hannover: Hellweg`sche Hofbuchhandlung, 1843.
3. 1 2  Систематика периодически меняется. Указываемые числа — ориентировочные.